# Gudrœd de Scanie
Gudrœd de Scanie  ou en vieux-norrois Guðröðr/Gudrød av Skåne' est un roi légendaire de Scanie (peut-être au VIIe siècle) qui, selon la Ynglinga saga, est le frère de  Halfdan le Vaillant, lui-même père d' Ivar Vidfamne. Il est uniquement connu par les sources islandaises rédigées au XIIIe siècle.

## Le fratricide de Guðröðr
Le Danemark était selon les sagas postérieures, divisé à cette époque entre deux lignées de la dynastie des Skjöldungs , l'une résidant en Zealand l'autre en Scanie (Skåne). Alors que l'on ne sait rien du règne de Guðröðr, son frère Halfdan le Vaillant soi-disant époux  d'une femme Angle nommée Moald il aurait obtenu la seigneurie de  Northumbrie. La Ynglinga saga rapporte que Guðröðr avait épousé Åsa, la fille du roi suédois Ingjald  (Ingjaldr hinn illráði en vieux norrois c'est-à-dire le Mauvais roi). Elle pousse  Guðröðr à tuer Halfdan, et après l'avoir fait, elle combine la mort de Guðröðr lui-même et s'enfuit ensuite chez son père en Suède.
Guðröðr à comme successeur son neveu Ivar Vidfamne qui venge son père et son oncle, et conquiert la Suède. «  Il prend également possession du royaume des  Danois et d'une grande partie de la Saxe et de tout l' Austrríki ainsi que d'un cinquième de l'Angleterre. De lui seraient issus les rois des danois  et des  Suédois ».
Un épisode de la saga fragmentaire Sögubrot établit un parallèle entre  Guðröðr et Heimdall, qui est le plus fou des 
Aesir, ce qui implique qu'il est comparé défavorablement avec son frère Halfdan et le très apprécié Ivar Vidfamne.

## Source primaire
- Snorri Sturluson présenté et annoté par François-Xavier Dillmann, Histoire des rois de Norvège première partie, Paris, Gallimard, coll. « L'aube des peuples », 2000 (ISBN 2070732118), « 39-41 », p. 99-102 Histoire des Ynglingar.

## Source secondaire
- (sv) Nerman, Birger (1925) Det svenska rikets uppkomst. Stockholm: Generalstabens litografiska anstalt.